# Briston
Briston is een civil parish in het bestuurlijke gebied North Norfolk, in het Engelse graafschap Norfolk met 2439 inwoners.